# Королівська Академія танцю
Королівська Академія танцю (фр. Academie Royale de Danse) — школа танцю, заснована 1661 року в Парижі за наказом французького короля Людовика XIV. Проіснувала до 1780 року.
Діяльність Академії танцю була спрямована на вивчення танцювального мистецтва. Академією керувала Рада з тринадцяти майстрів танцю, які регулярно збиралися в таверні неподалік від Лувра. Вони здійснювали кодифікацію придворних і характерних танців.
Академія танцю стала першою в Європі професійною вищою школою, в якій навчали танцю й розробляли принципи балету. Вона дала початок Французькій Академічній школі класичного танцю, яка діє і зараз, зокрема у Школі балету при Паризькій опері.
Академія танцю розробляла канони танцювальних форм і рухів, методи викладання, систему балетних термінів, принципи й прийоми запису танцю. За основу діяльності було взято метод італійської школи Чезаре Негрі та форми давньогрецької орхестрики. Проте саме в Академії вони були змінені, удосконалені, широко розвинуті та офіційно задекларовані. Розробку термінології й теорії балету здійснили П'єр Бошан та Рауль Фельє.
Після нападок у «Листах про танець» Ж.-Ж. Новера про консерватизм Академії, у 1780 вона припинила своє існування. У 1856 Академія танцю на короткий час відновила діяльність, але вже як приватна організація.